# 두산 베어스의 선수 목록
다음은 두산 베어스 역대 1군에서 한번 이상 뛴 선수의 목록이다. OB 베어스 시절부터 포함한다.
진한 글씨는 영구 결번된 선수이다. 외국인 선수는 성을 기준으로 한다.
바로가기:
ㄱ
ㄴ
ㄷ
ㄹ
ㅁ
ㅂ
ㅅ
ㅇ
ㅈ
ㅊ
ㅋ
ㅌ
ㅍ
ㅎ

## ㄱ
- 감사용
- 강관식
- 강규철
- 강길룡
- 강동우
- 강병규
- 강봉규
- 강인권
- 강철원
- 강혁
- 계형철
- 고봉재
- 고영민
- 고원부
- 고원준
- 고창성
- 구자운
- 구천서
- 권명철
- 금민철
- 김강률
- 김경문
- 김경원
- 김광림
- 김광수
- 김대진
- 김도균
- 김동길
- 김동주
- 김명신
- 김명제
- 김민호
- 김상진
- 김상현
- 김상호
- 김선우
- 김성배
- 김승회
- 김영신
- 김우열
- 김원섭
- 김유동
- 김재호
- 김재환
- 김종석
- 김진욱
- 김진홍
- 김창훈
- 김창희
- 김태형
- 김현수
- 김호
- 김유봉
- 길랑균
- 구동우
- 구재서
- 권혁
- 곽연수
- 김형석
- 강영수
- 김실
- 김동현
- 김진규
- 김익재
- 김학재
- 김대한

## ㄴ
- 나주환
- 노경은
- 페르난도 니에베
- 크리스 니코스키

## ㄷ
더스틴 니퍼트

## ㄹ
- 맷 랜들
- 게리 레스
- 류택현
- 다니엘 리오스
- 케아 레온
- 류지혁

## ㅁ
- 문희성
- 민병헌

## ㅂ
- 박건우
- 박노준
- 박명환
- 박민석
- 박상열
- 박정배
- 박종훈
- 박철순
- 박현영
- 박상근
- 박치국
- 스캇 반슬라이크
- 배영수
- 변시원

## ㅅ
- 서동환
- 선우대영
- 성영재
- 성영훈
- 후안 세데뇨
- 손시헌
- 손혁
- 송원국
- 송재박
- 신경식
- 신동수
- 심재학
- 심정수

## ㅇ
- 안경현
- 양세종
- 양승호
- 양현
- 양의지
- 오재원
- 오재일
- 오현택
- 개릿 올슨
- 레스 왈론드
- 맷 왓슨
- 용덕한
- 타이론 우즈
- 원용묵
- 유재웅
- 유지훤
- 유희관
- 윤석민
- 윤석환
- 윤동균
- 윤승균
- 윤재국
- 이경민
- 이경필
- 이경환
- 이광우
- 이근식
- 이근식
- 이대수
- 이대현
- 이도형
- 이동수
- 이두환
- 이명수
- 이성열
- 이승학
- 이영하
- 이용찬
- 이용호
- 이원석
- 이원재
- 이원희
- 이재영
- 이재학
- 이정호
- 이정훈
- 이종도
- 이종민
- 이종욱
- 이해창
- 이현승
- 이혜천
- 이홍범
- 임재철
- 임태훈
- 임형석
- 이진
- 이상훈
- 오세학

## ㅈ
- 장민익
- 장원준
- 장원진
- 장호연
- 전병두
- 전상렬
- 정대현
- 정성훈
- 정수근
- 정수빈
- 정원석
- 정재훈
- 정혁진
- 조경택
- 조계현
- 조규수
- 조범현
- 조승수
- 조현근
- 지승민
- 진갑용
- 진야곱
- 진필중
- 장성진
- 전형도
- 잭 러츠

## ㅊ
- 차명주
- 채상병
- 최경환
- 최기문
- 최승환
- 최용호
- 최일언
- 최재훈
- 최주환
- 최준석
- 최훈재
- 최동창
- 추성건

## ㅋ
- 빅터 콜
- 마크 키퍼
- 호르헤 칸투

## ㅍ
- 호세 페르난데스
- 지미 파레디스
- 스콧 프록터

## ㅎ
- 한대화
- 함덕주
- 함석원
- 데릭 핸킨스
- 허경민
- 홍상삼
- 홍성흔
- 홍원기
- 황기선
- 황태환
- 켈빈 히메네스
- 황일권

## 같이 보기
- 두산 베어스의 역대 외국인 선수 목록